# Dynamite de Denver
Stade
Le Dynamite de Denver (en anglais : Denver Dynamite) est une franchise de football américain en salle qui évoluait dans l'Arena Football League. L'équipe jouait ses matchs dans la McNichols Sports Arena, salle de Denver dans le Colorado depuis 1987.

## Histoire
La franchise fait partie des quatre équipes jouant la première saison de la nouvelle association de football américain en salle en 1987. À l'issue des six matchs de la saison régulière, l'équipe finit avec autant de points que les Gladiators de Pittsburgh mais ces derniers comptabilisant un plus grand nombre de points inscrits - 268 contre 261 - mais également de points encaissés - 199 contre 252, ils ont l'honneur de recevoir leur dauphin sur leur terrain dans la Civic Arena pour la finale du championnat, l'ArenaBowl I. Il s'agira de la seule finale de saison qui se joue en extérieur, le Civic Arena de Pittsburgh ouvrant son dôme pour l'occasion. Le dauphin va alors battre le champion en finale sur le score de 45 à 16, Gary Mullen étant sacré MVP du match après avoir inscrit trois touchdowns.
L'équipe ne revient pas au jeu pour la seconde saison mais fait son retour en 1989 pour trois saisons sans jamais retrouver son premier niveau de jeu. La franchise arrête ses opérations en 1991 puis est vendue en 1996 pour la création de l'équipe du Force de la Géorgie.

## Saisons de l'équipe
| Saison                       | V | D | N | Classement | Playoffs                                                             |
| ---------------------------- | - | - | - | ---------- | -------------------------------------------------------------------- |
| 1987                         | 4 | 2 | 0 | Seconds    | Victoire 45-16 lors de l'ArenaBowl I contre Gladiators de Pittsburgh |
| Inactifs pour la saison 1988 |   |   |   |            |                                                                      |
| 1989                         | 3 | 1 | 0 | Troisième  | Défaite au premier tour 39-37 contre Gladiators de Pittsburgh        |
| 1990                         | 4 | 4 | 0 | Troisième  | Défaite au premier tour 26-25 contre les Texans de Dallas            |
| 1991                         | 6 | 4 | 0 | Troisième  | Défaite au premier tour 40-13 contre Storm de Tampa Bay              |

## Anciens joueurs

### Temple de la renommée de l'AFL
- Tim Marcum, entraîneur
- Gary Mullen, Wide receiver / Defensive back

### Joueurs et entraîneurs honorés
Première équipe type de la saison
- 1987 : Chris Brewer, Gary Mullen
- 1989 : Gary Gussman, Quinton Knight
- 1990 : Quinton Knight
- 1991 : Wayne Coffey, Rusty Fricke, Joe March

Seconde équipe type de la saison
- 1987 : Patrick Cain, Kelly Kirchbaum, Durell Taylor, Whit Taylor
- 1990 : Mitch Young
- 1991 : Alvin Williams

Kicker de l'année
- 1991 : Rusty Fricke

Entraîneur de l'année
- 1987 : Tim Marcum
- 1989 : Babe Parilli